# Maineville (Ohio)
Pour les articles homonymes, voir Maineville.
Maineville est un village américain situé dans le comté de Warren, dans l'Ohio. Selon le recensement de 2010, sa population est de 975 habitants.